# Santa Giovanna Antida Thouret
Santa Giovanna Antida Thouret är en kyrkobyggnad i Rom, helgad åt den heliga Jeanne-Antide Thouret, grundare av Barmhärtighetssystrarna. Kyrkan är belägen vid Circonvallazione Clodia i quartiere Della Vittoria och tillhör församlingen San Giuseppe al Trionfale.

## Historia
Kyrkan uppfördes år 1940 i nybarock efter ritningar av arkitekten Guglielmo Palombi. Kyrkan konsekrerades samma år.
Fasaden präglas av de fyra kolossalpilastrarna på höga socklar. Ovanför triumfbågen i interiören återfinns två fresker: Jesus som den gode herden och Jesus och barnen. Högaltarmålningen framställer den heliga Jeanne-Antide Thouret och ovanför denna sitter fresken Den heliga Treenigheten.
Påve Franciskus stiftade år 2024 Santa Giovanna Antida Thouret som titelkyrka; den nuvarande kardinalprästen är Dominique Mathieu.